# Zhang Xinxin
Zhang Xinxin (chinesisch 張辛欣 / 张辛欣, Pinyin Zhāng Xīnxīn; * 4. Oktober 1953 in Nanjing, Provinz Jiangsu, Volksrepublik China) ist eine chinesische Autorin.

## Leben
Zhang konnte ihre Schule wegen der Unruhen der Kulturrevolution nicht abschließen, da sie mit Millionen anderer Jugendlicher zur Arbeit auf das Land geschickt wurde. Erst ab 1979 konnte sie in Peking am Zentralen Theaterinstitut Dramaturgie und Regie studieren. Ihre ersten Novellen, die sich auch mit dem Verhältnis der Geschlechter in der chinesischen Gesellschaft befassten, wurden Ende der 1970er Jahre in China veröffentlicht.
Zhangs Romane Am gleichen Horizont (1981) und Traum unserer Generation (1982) waren sowohl in China als auch international große Erfolge. 1986 erschien auch in Deutschland ihr Band Pekingmenschen mit Interviews von Menschen in Peking, den sie mit dem 1955 in Peking geborenen Journalisten Sang Ye zusammenstellte. Heute arbeitet sie als Dramaturgin und Regisseurin am Volkskunsttheater in Peking und schreibt weiterhin über die Verhältnisse in der Gesellschaft Chinas.

## Veröffentlichungen
- 1979: Where did I Miss You. Kurzgeschichte. Chinesisch bei: Harvest Magazine, Shanghai.
- 1981: On the Same Horizon. Roman. Chinesisch bei Harvest Magazine, Shanghai; 1988: Sanmin Publisher, Taiwan.
  - 1987: Am gleichen Horizont. Engelhard-Ng, Bonn, ISBN 3-924716-06-4.
- 1982: The Dreams of Our Generation. Novelle. Chinesisch bei: Harvest Magazine, Shanghai.
  - 1986: Traum unserer Generation. Engelhard-Ng, ISBN 3-924716-05-6.
- 1983: Orchid Mania, Erzählung. Chinesisch in: Wenhui Monthly Magazine, No. 9, 1983.
- 1985: The Collected Short Stories of Zhang Xinxin. Chinesisch bei: Beifang wenyi Publishing Co., Haerbin, VR China.
- 1986: On the Road, Chinesisch bei Sanlian Publishing Co., Hong Kong.
- 1987: Peking Man: One Hundred Chinese Self Portraits. Chinesisch bei: Shanghai Wengyi Publishing, Shanghai; 1987: Linbai Publishing, Taiwan.
  - 1987: Eine Welt voller Farben. Aufbau Verlag, (Ost)Berlin/ Weimar, ISBN 3-351-00758-2.
  - 1989: Pekingmenschen. als dtv-Taschenbuch, München, ISBN 3-423-11072-4.
- 2003: Dark Paradise: My Observations of Hollywood in the New War. Chinesisch: Hua Cheng Publishing Co., Guanzhou.